# Hôpital presbytérien de New York
L'hôpital presbytérien de New York (New York Presbyterian Hospital) est un hôpital universitaire situé à New York aux États-Unis.

## Histoire

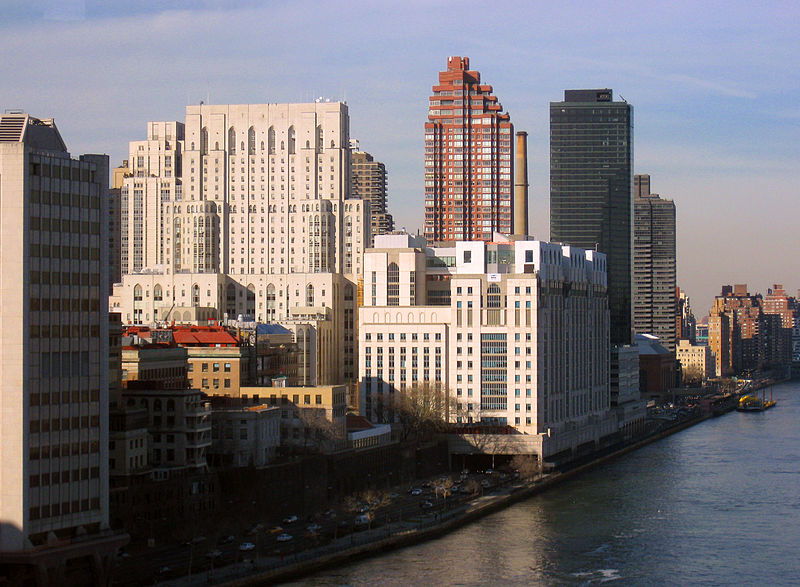
Hôpital presbytérien de New York / campus de Weill Cornell.

L'hôpital a été fondé en 1868 par James Lenox, membre de l'Église presbytérienne de New York,.
Eslanda Robeson y a travaillé jusqu'en 1925. Richard Nixon y est décédé en 1994 d'un œdème cérébral.